# Meyer Sluyser
Meyer Sluyser (officiële naam luidt: Meijer Sluijser), (Amsterdam, 9 september 1901 - Bussum, 26 januari 1973) was een Nederlands journalist, radiocommentator en schrijver.

## Privéleven
Sluyser kwam uit het socialistisch Joodse gezin van de diamantslijper Mozes Sluijser en Sara Verdooner. Hij trouwde op 10 juni 1926 met Henrietta Blog. Uit dit huwelijk werden een zoon en een dochter geboren. Na het overlijden van Henrietta Blog op 9 januari 1958 trouwde hij op 20 mei 1959 met Selma van IJssel. Na haar overlijden op 1 oktober 1962 trouwde hij voor de derde maal op 18 maart 1966 met Mia Klorn. Uit het tweede en derde huwelijk werden geen kinderen geboren.

## Loopbaan

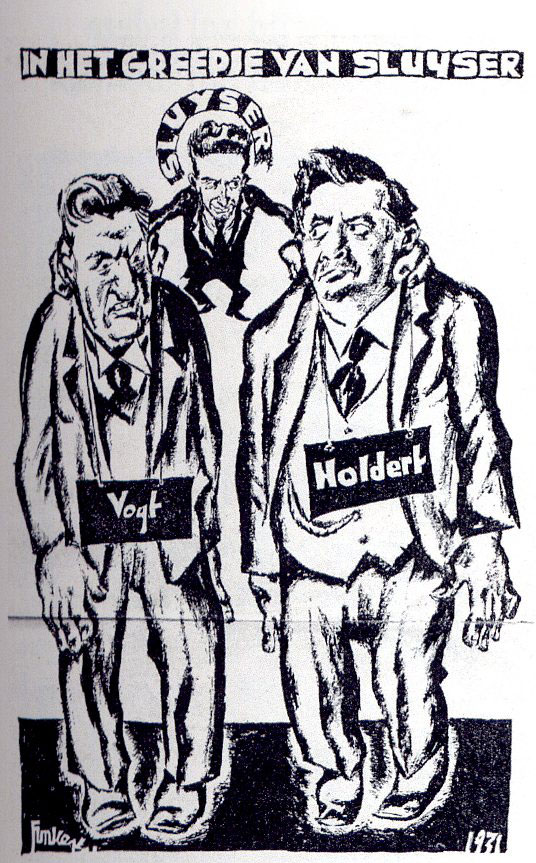
Spotprent van Albert Funke Küpper met Meyer Sluyser in het midden afgebeeld, die een complot tussen de Telegraaf (Holdert) en de AVRO (Vogt) blootlegt om "de VARA om zeep te helpen"

Na een opleiding aan de driejarige mulo en wat baantjes werd hij tolk bij internationale socialistische bijeenkomsten. In 1926 werd hij lid van de VARA. In 1929 werd Sluyser redacteur van het sociaaldemocratische dagblad Het Volk. Sluyser bestreed alle vormen van dictatuur: het communisme, het fascisme en, vooral nadat in 1933 in Duitsland Hitler aan de macht kwam, de nazi’s.
Na de Duitse inval en de capitulatie wist Sluyser met zijn gezin op 15 mei 1940 vanuit IJmuiden met de Friso naar Engeland te ontkomen. Hij werd er chef van de Radioluisterdienst van de Nederlandse regering in Londen en van het Londense Vrij Nederland. Sluyser werkte ook mee aan radioprogramma's van Radio Oranje en stond aan de basis van de radiozender De Flitspuit, gericht op Nederland.
In november 1944 keerde hij terug naar bevrijd Zuid-Nederland. Hij werd een van de oprichters van het dagblad Het Vrije Volk en leverde wekelijks voor de VARA-microfoon Commentaar op het nieuws. Ook bij De Groene Amsterdammer had hij een column. In de jaren vijftig zette hij zich in voor de Partij van de Arbeid, waar hij chef Propaganda was, toen de partij meer dan 30% van de stemmen haalde. Hij zat bijna twintig jaar voor de Partij van de Arbeid in de gemeenteraad van zijn woonplaats Bussum. In 1970 werd hij uit de partij gezet en kwam hij in de raad met een eigen lijst. 
Na zijn terugkeer naar Nederland zou hij een reeks van boeken gaan schrijven, vooral over het Joodse verleden van Amsterdam. Hij schreef twee detectives onder het pseudoniem Richard Parridon. In 1965 werd hij officier in de Orde van Oranje-Nassau.